# Gadidae
Famille
Les Gadidae (Gadidés) sont une famille de poissons majoritairement marins appartenant à l'ordre des Gadiformes. Cette famille inclut des poissons de mer, comme les morues, aiglefins (haddock), merlans et lieus mais aussi des poissons d'eau douce comme la lotte.

## Description et caractéristiques

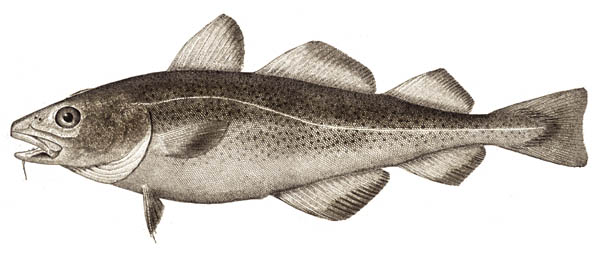
Illustration d'une Atlantic cod (ou morue de l'Atlantique) appartenant à la famille des Gadidae.

Ce sont des poissons essentiellement d'eaux froides (répartis principalement dans l'hémisphère nord), au corps allongé et surplombé par trois nageoires dorsales bien distinctes, les anales étant au nombre de deux. Les pelviennes sont en avant des pectorales, et aucune de ces nageoires ne porte d'épine dure. Le menton porte des barbilles sensorielles. La plus grande espèce est la morue de l'Atlantique (Gadus morhua), qui peut mesurer jusqu'à 2 m. 
Plusieurs espèces vivent en bancs qui effectuent des migrations saisonnières ; la plupart des espèces sont démersales voire benthopélagiques. 

## Aquaculture?
Selon une étude récente, en retenant 22 critères d'intérêt pour l'aquaculture pour 20 000 espèces de poissons, la morue et d'autres gadidés apparaissent parmi les espèces potentiellement les plus intéressantes pour l'aquaculture du XXIe siècle (après une période surtout consacrée à la daurade royale et au bar, ce qui pose encore la question de la soutenabilité de la pêche minotière qui alimente l'aquaculture.

## Parasitoses

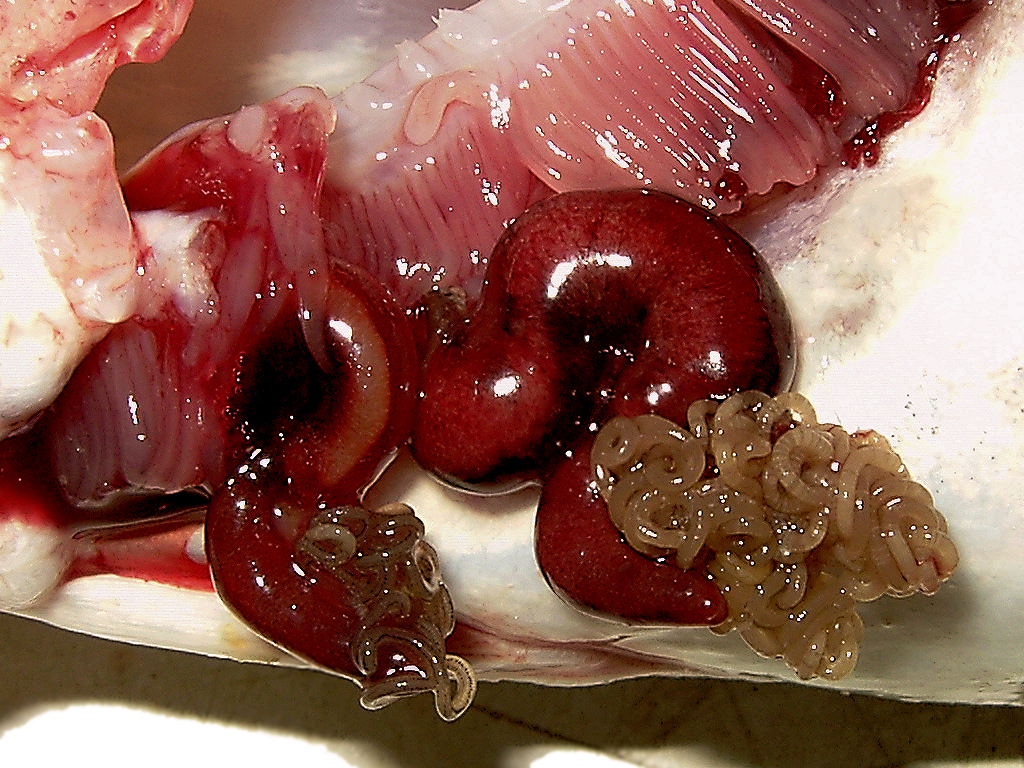
Branchies de gadidé infesté par deux copépodes vermiformes (Lernaeocera branchialis)

Les gadidés comme tous les poissons sont susceptibles d'être parasités, par exemple par Lernaeocera branchialis qui commence sa vie comme un copépode planctonique, avec une larve capable de nage libre recherchant comme premier hôte un poisson plat ou un lompe (Cyclopterus lumpus) sur lequel ils s'accrochent au moyen de deux crochets frontaux. Ils insèrent ensuite un dard filamenteux dans la peau de leur hôte pour se nourrir de son sang. Ils prennent la forme de vers qui se reproduisent sur leur hôte,. 

Le « ver » femelle, avec ses œufs fertilisés trouvera ensuite une morue ou un autre gadidé (églefin Melanogrammus aeglefinus par exemple). Il se fixe sur les branchies de ce nouvel hôte, et se métamorphose en un gros ver au corps sinusoïdal avec une masse de cordons d'œufs enroulés à l'arrière. La partie avant du corps du ver pénètre dans le corps de la morue pour atteindre le système artériel et s'y solidement fixer, jusqu'à libérer sa progéniture en pleine eau,.

## Liste des genres
Le statut de deux familles proches est encore sujet à débat : les Lotidae et Phycidae, auparavant incluses parmi les Gadidae. 
Selon World Register of Marine Species (3 mars 2016) :
- genre Arctogadus Dryagin, 1932
- genre Boreogadus Günther, 1862
- genre Eleginus Fischer, 1813
- genre Gadiculus Guichenot, 1850
- genre Gadus Linnaeus, 1758
- genre Melanogrammus Gill, 1862
- genre Merlangius Garsault, 1764
- genre Microgadus Gill, 1865
- genre Micromesistius Gill, 1863
- genre Pollachius Nilsson, 1832
- genre Raniceps Oken, 1817
- genre Theragra Lucas in Jordan & Evermann, 1898
- genre Trisopterus Rafinesque, 1814

Selon ITIS (juin 2010) :
- famille Gadidae
  - sous-famille Gadinae (morue, aiglefin, goberge)
    - genre Arctogadus Dryagin, 1932
    - genre Boreogadus Günther, 1862
    - genre Eleginus Fischer, 1813
    - genre Gadiculus Guichenot, 1850
    - genre Gadus Linnaeus, 1758
    - genre Melanogrammus Gill, 1862
    - genre Merlangius Geoffroy, 1767
    - genre Microgadus Gill, 1865
    - genre Micromesistius Gill, 1863
    - genre Pollachius Nilsson, 1832
    - genre Theragra Lucas in Jordan et Evermann, 1898
    - genre Trisopterus Rafinesque, 1814

  - sous-famille Lotinae (lote, brosme brosme, lingue)
    - genre Brosme Oken, 1817 (Placé par FishBase sous Lotidae)
    - genre Lota Oken, 1817 (Placé par FishBase sous Lotidae)
    - genre Molva Lesueur, 1819 (Placé par FishBase sous Lotidae)

  - sous-famille Phycinae (merluche, mostelle)
    - genre Ciliata Couch, 1832 (Placé par FishBase sous Lotidae)
    - genre Enchelyopus Bloch and Schneider, 1801 (Placé par FishBase sous Lotidae)
    - genre Gaidropsarus Rafinesque, 1810 (Placé par FishBase sous Lotidae)
    - genre Phycis Artedi in Walbaum, 1792 (Placé par FishBase sous Phycidae)
    - genre Raniceps Oken, 1817
    - genre Urophycis Gill, 1863 (Placé par FishBase sous Phycidae)

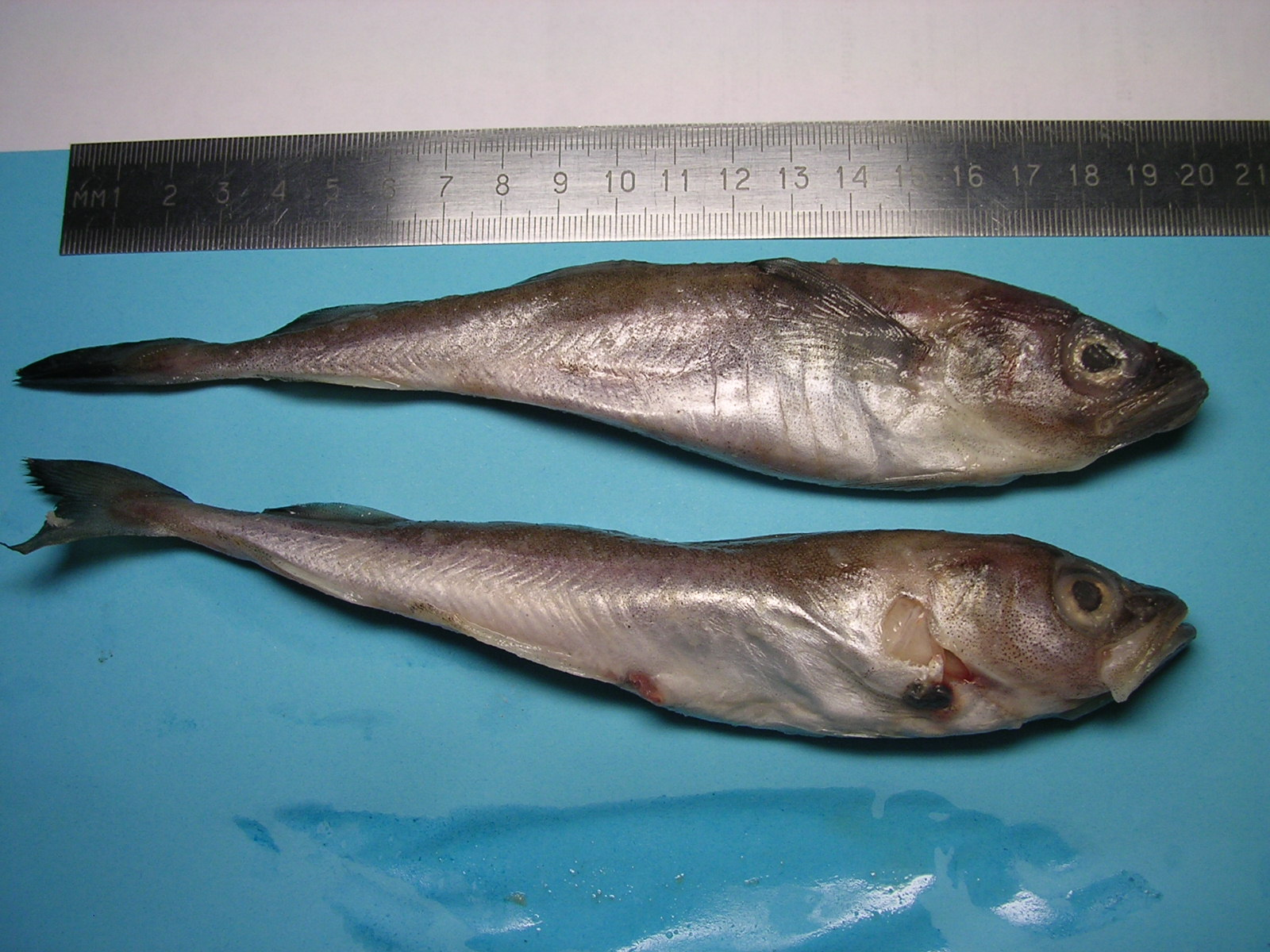
Boreogadus saida
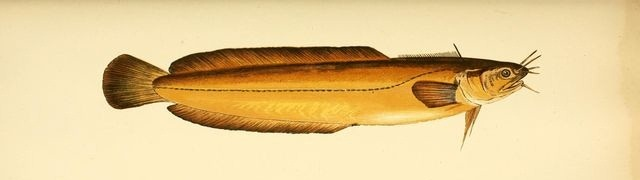
Ciliata mustela
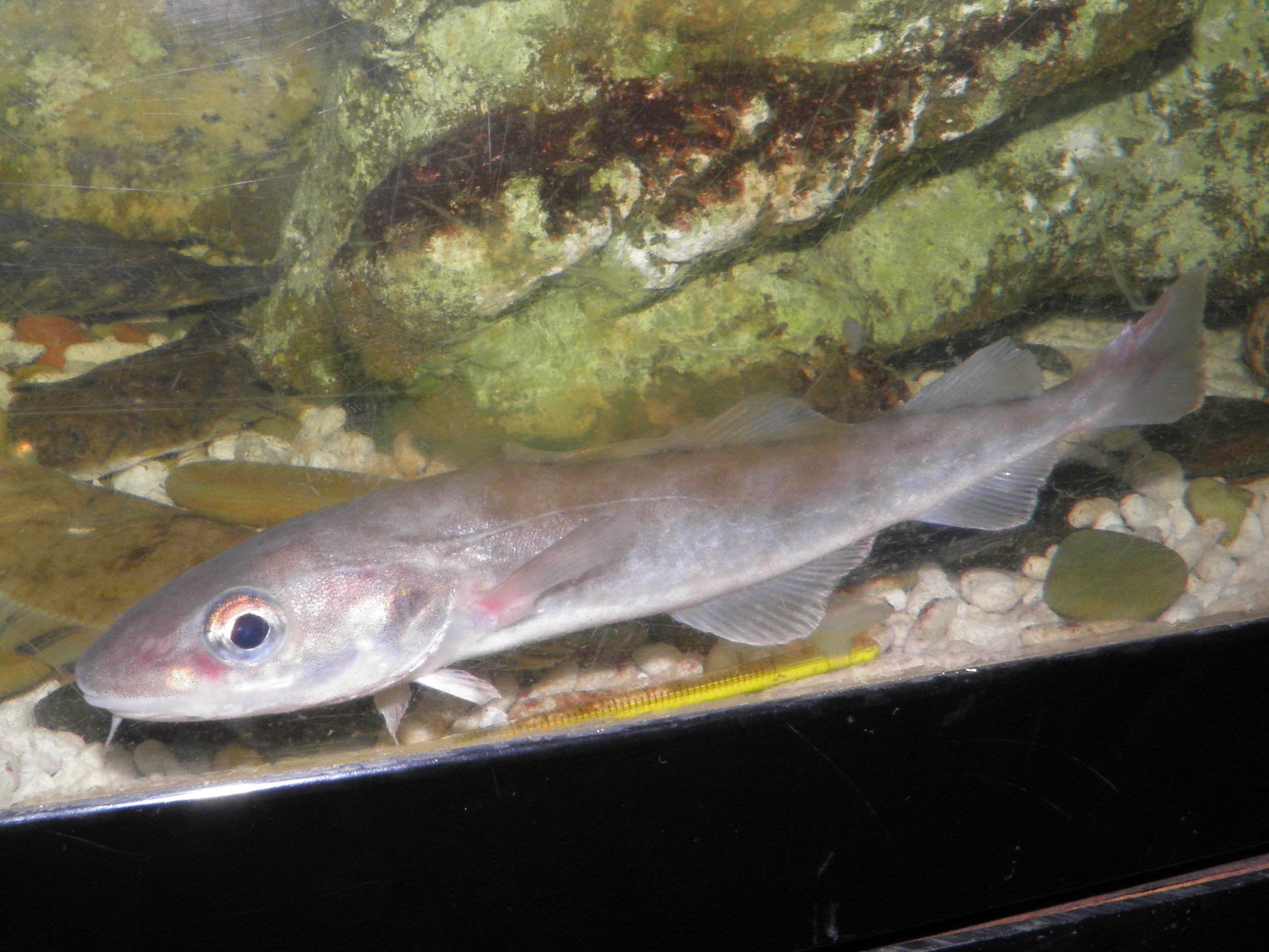
Eleginus gracilis
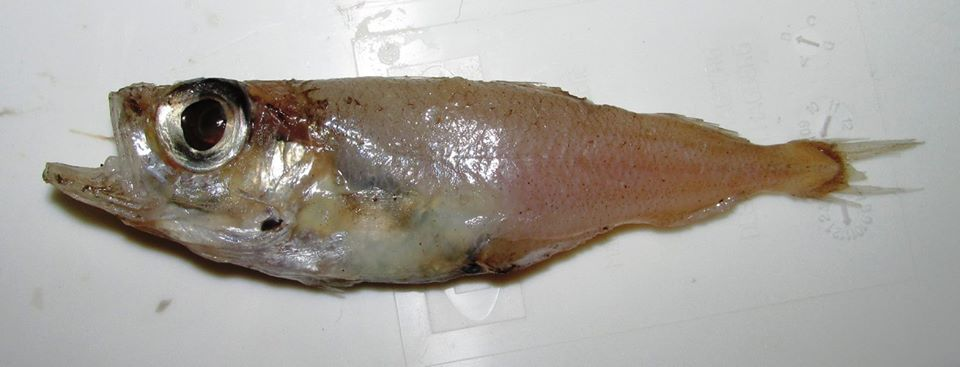
Gadiculus argenteus
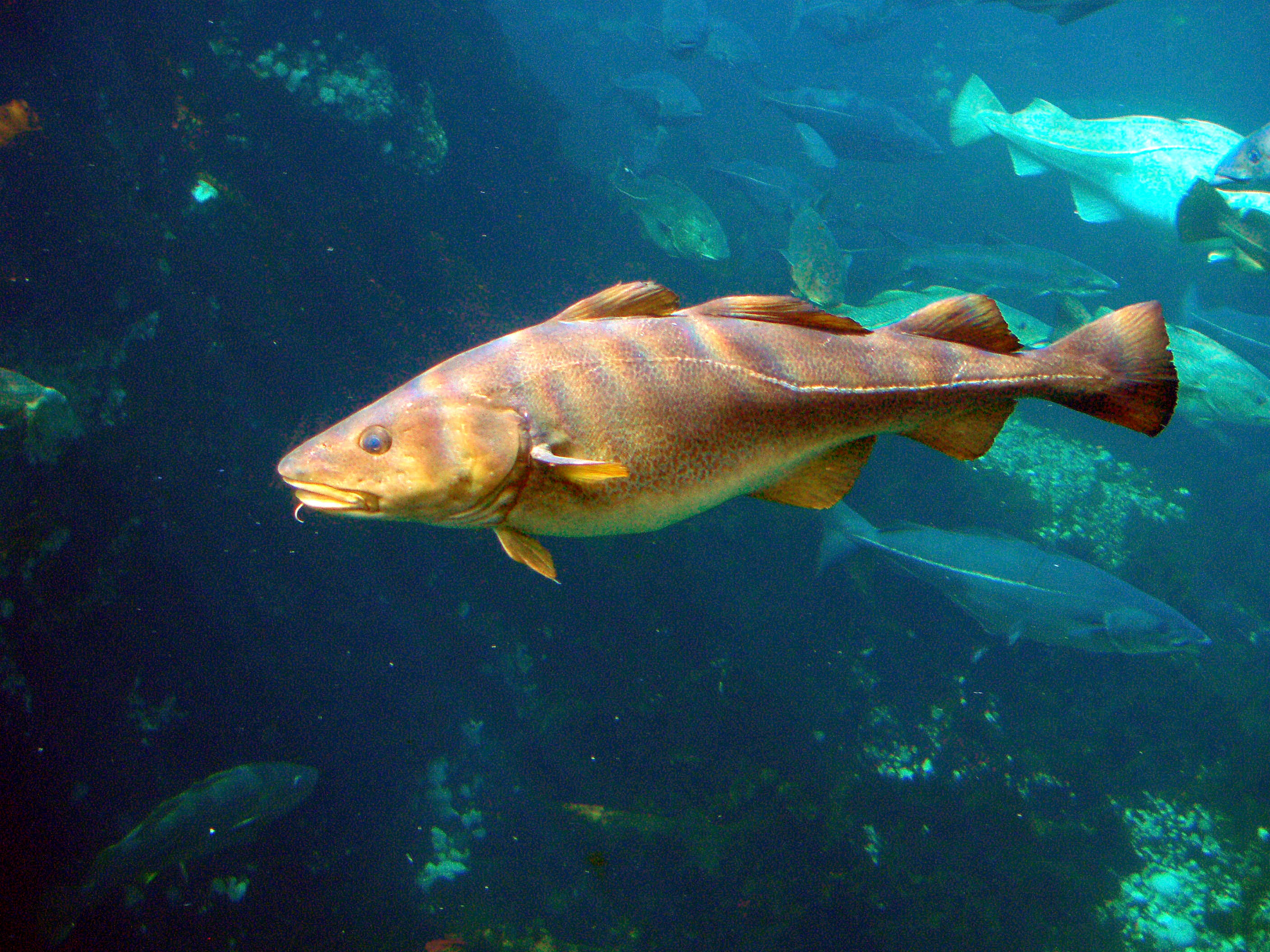
Morue de l'Atlantique (Gadus morhua)
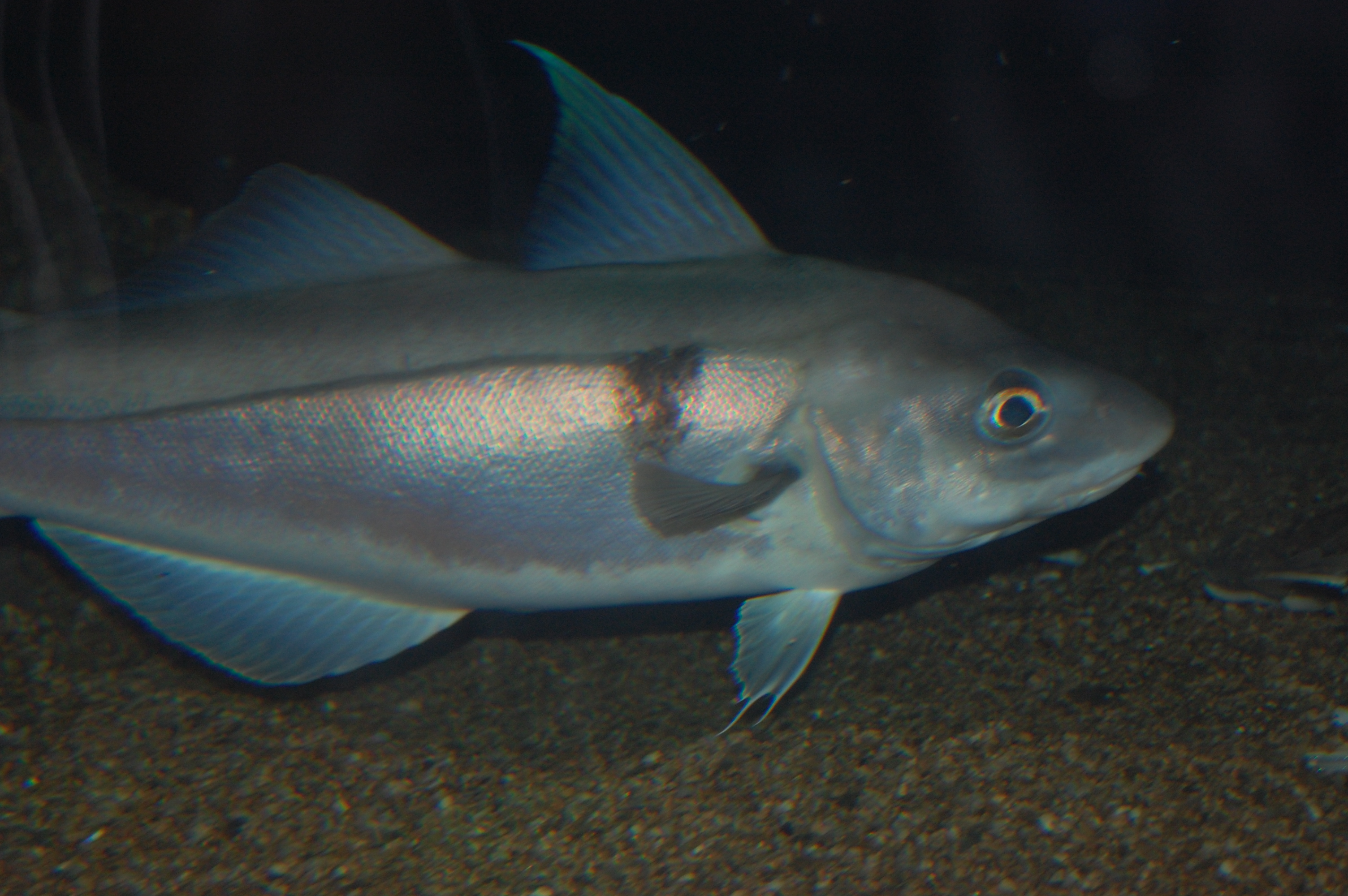
Melanogrammus aeglefinus
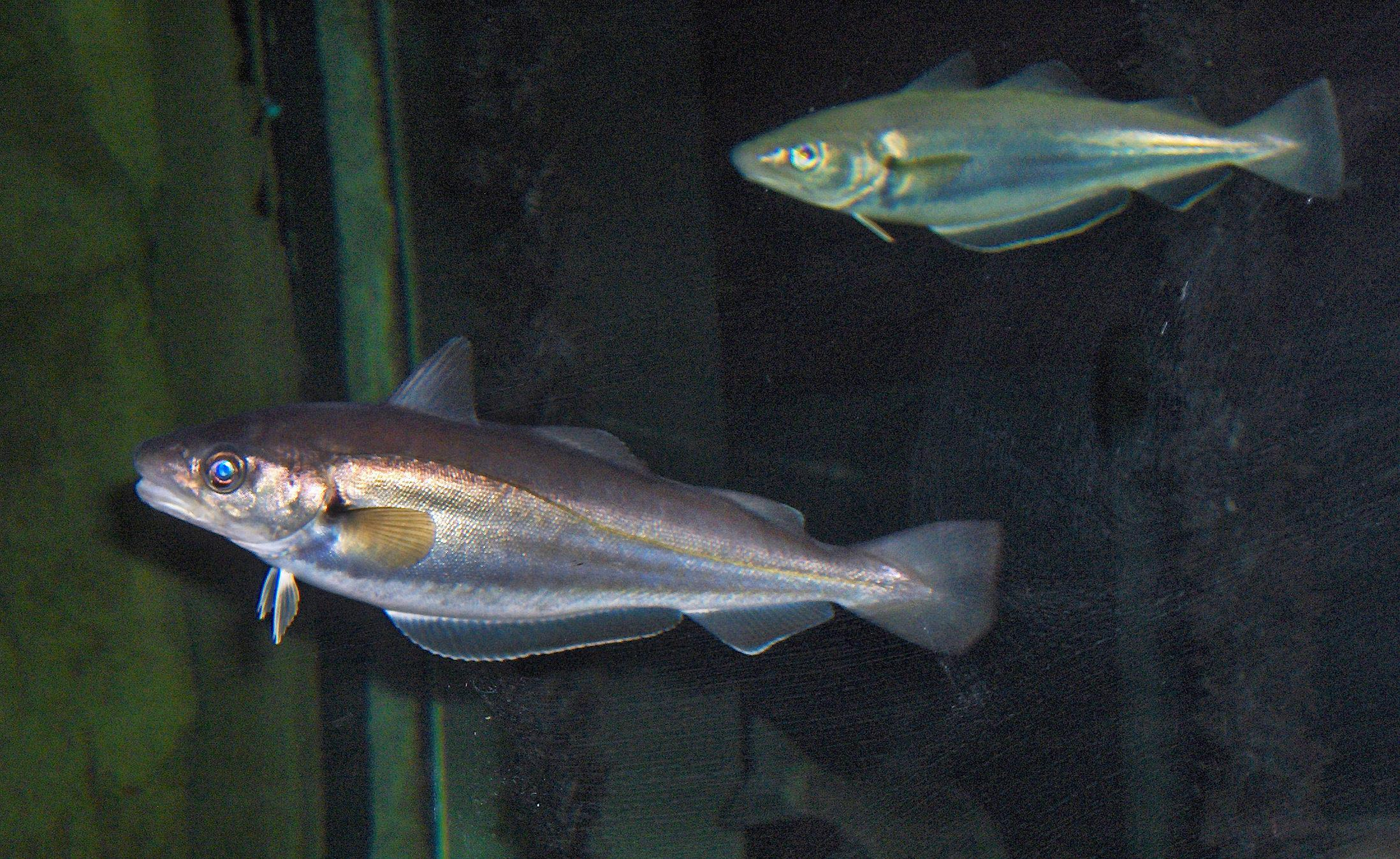
Merlangius merlangus
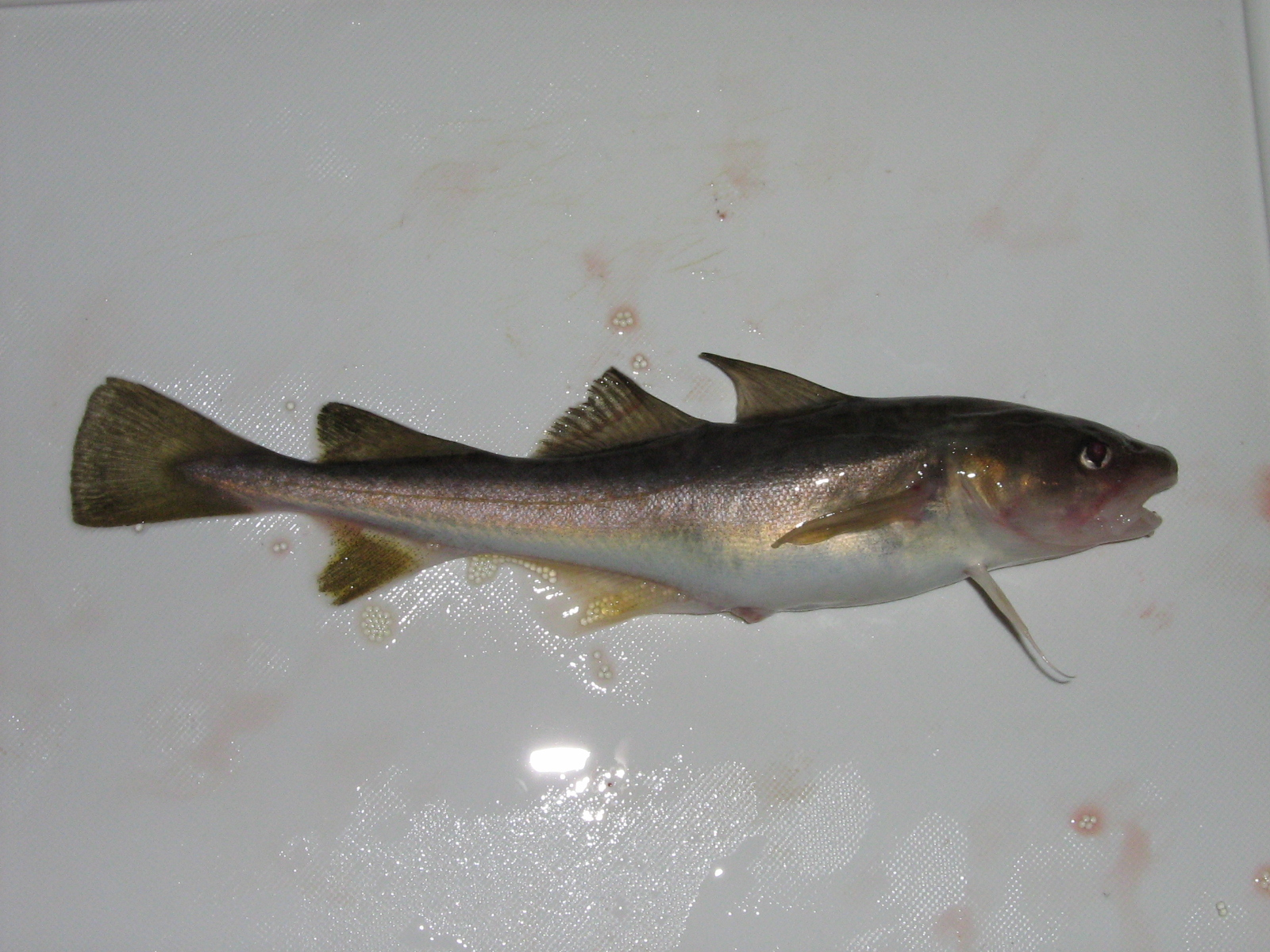
Microgadus tomcod
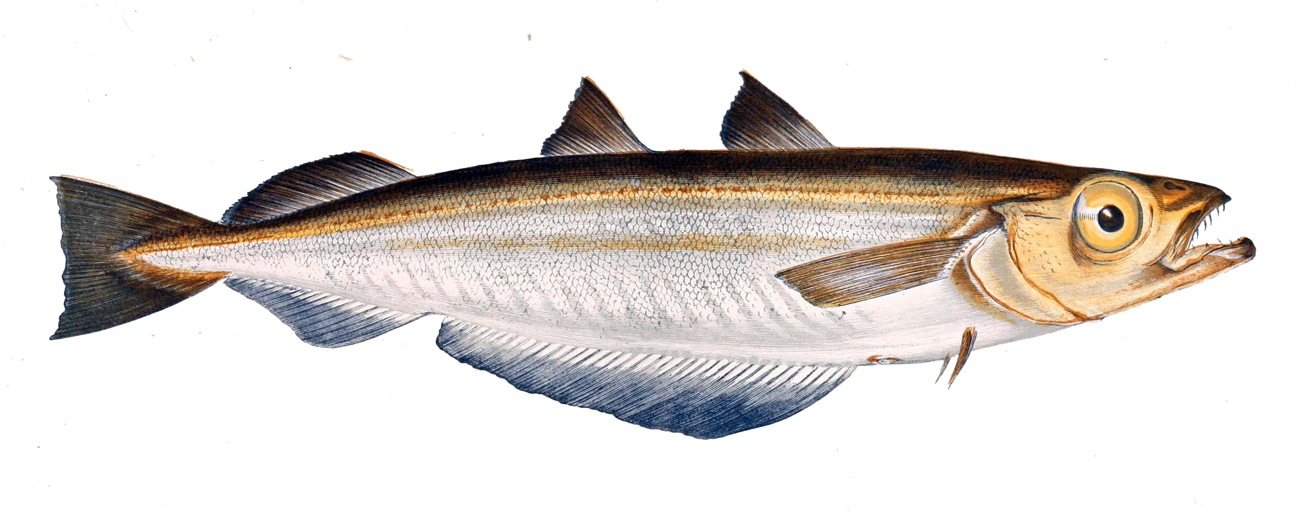
Micromesistius poutassou
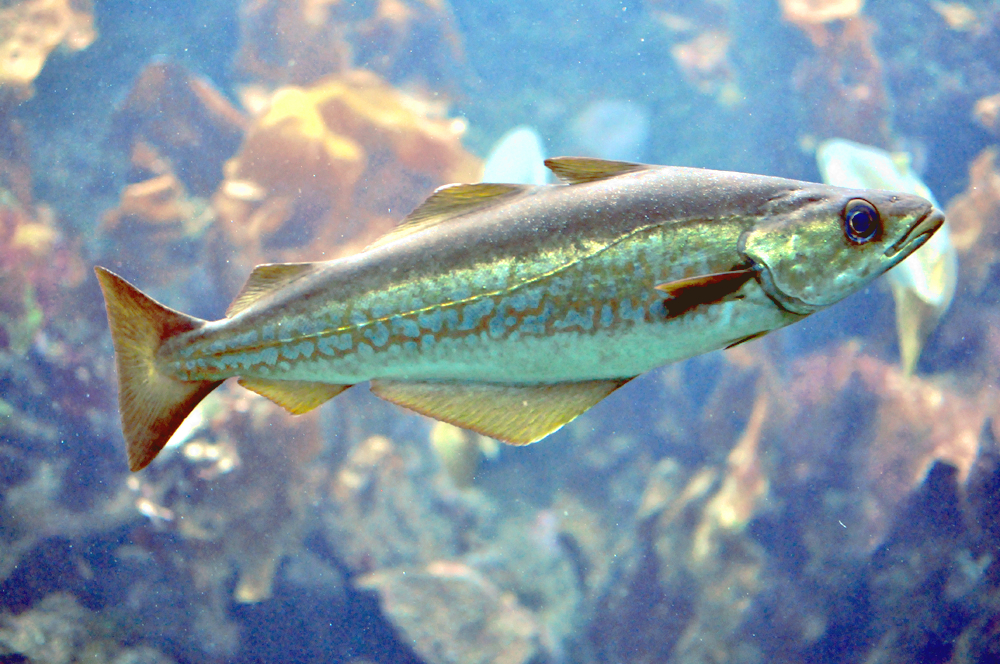
Pollachius pollachius
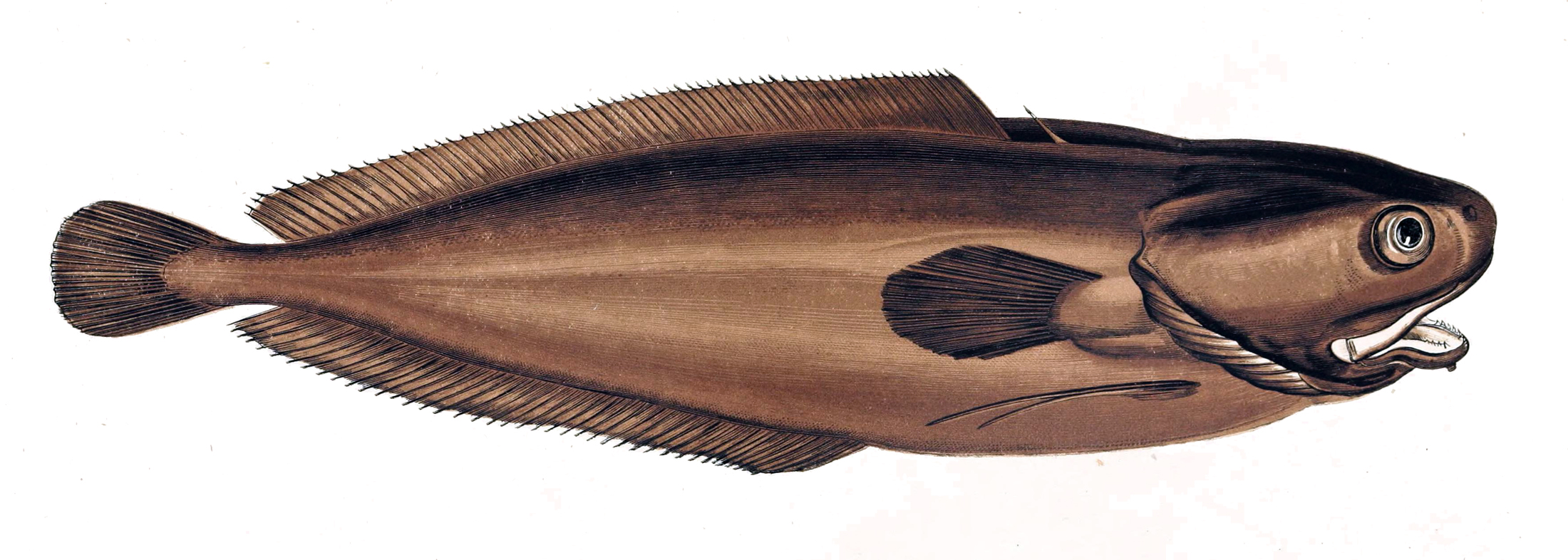
Raniceps raninus
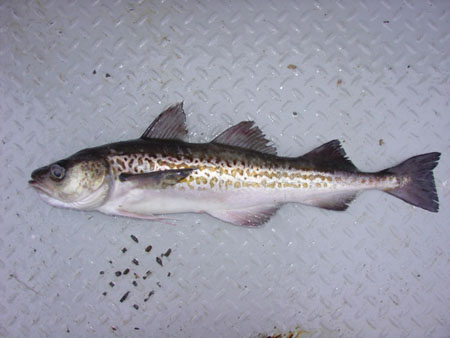
Theragra chalcogramma
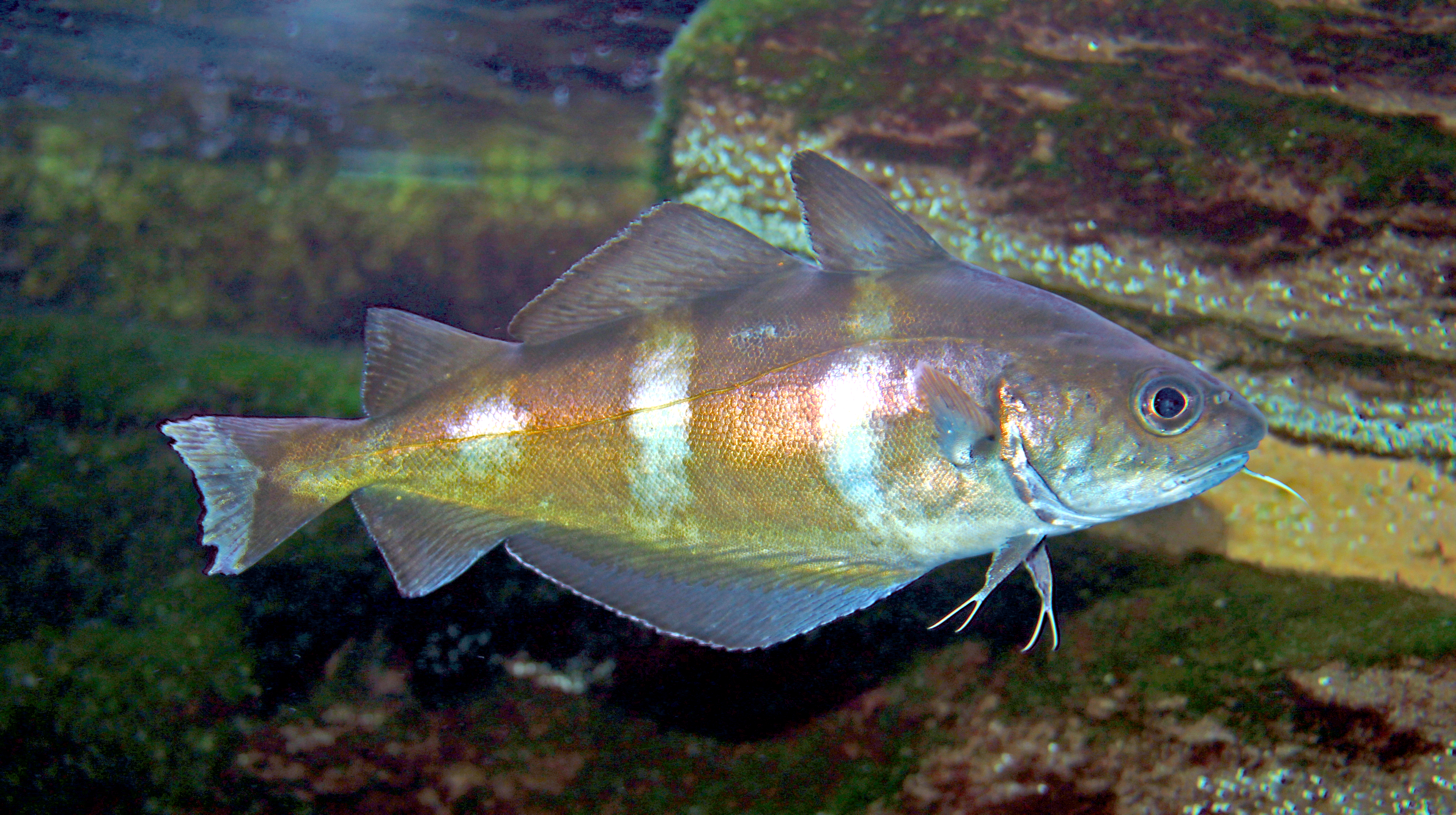
Trisopterus luscus